# Henrik II. Limburški
Henrik II. ( ok. 1110 – 1. avgust 1167) je bil vojvoda Limburški od leta 1139 in grof Arlonski od leta 1147 do svoje smrti. Bil je sin Walrama, vojvode Spodnje Lorene, in Jute Gelderske, hčerke Gerharda I. Gelderskega. Očeta je nasledil v Limburgu z naslovom vojvode, vendar mu je Konrad III. zavrnil podelitev Vojvodine Spodnje Lorene. Kljub temu se je še naprej predstavljal kot vojvoda.

## Življenje
Henrik sprva ni hotel sprejeti izgube Lorene in je leta 1140 napadel novega vojvodo Gotfrida VII. Leuvenskega.  V tem boju je bil poražen. Gotfrid je umrl leta 1142, toda Henrik je bil zaposlen z vojno proti gospodu  Fauquemonta in ni uveljavljal nobenih zahtev po vojvodini Spodnja Lorena.
Leta 1147 je podedoval grofijo Arlon, ko je njegov mlajši brat Waleran umrl brez otrok. Konrad je to potrdil, saj je Henriku obljubil fevd kot nadomestilo za izgubo Lorene. Tako se je vojvoda pobotal s kraljem. Henrik istega leta ni sodeloval v drugi križarski vojni. Henrik se je udeležil kronanja Konradovega naslednika Friderika Barbarosse.
Takrat je bil Henrik vpleten v vojno s Henrikom IV. Luksemburškim. Zavzel je mesto Andenne in ga popolnoma izropal ter požgal. Luksemburški se je za pomoč obrnil na Gotfrida III. Leuvenskega, vendar sta leta 1155 sklenila mir. Henrikova hči Margareta se je kasneje poročila z Gotfridom III.
Henrik je sodeloval pri Barbarossovih italijanskih pohodih in umrl med epidemijo leta 1167 v Rimu.

## Poroka in otroci
Henrik se je poročil z Matildo, hčerko Adolfa I. Saffenberškega. Njuna potomca sta bila:
- Henrik III., vojvoda Limburški
- Margareta,  poročena z Gotfridom III. Leuvenskim